# Detector de clavos

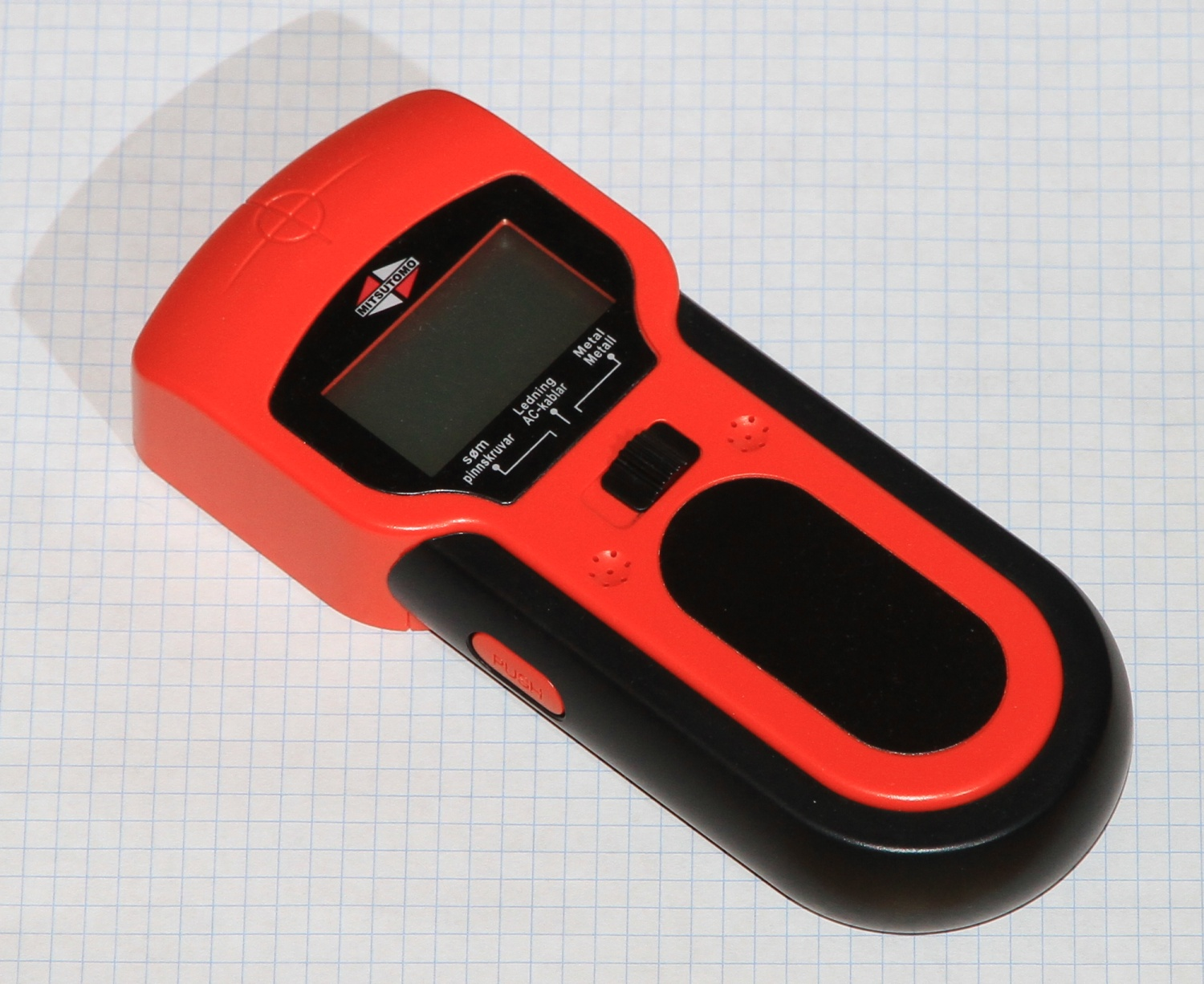
Detector de clavos ordinario que se encuentra disponible en ferreterías.

Un detector de clavos es un dispositivo que se utiliza para encontrar clavos o tornillos ocultos en listones de madera o en las paredes. A menudo, se pretende perforar una pared, por lo que hace falta saber dónde perforar, pero en muchos casos no es posible saber si hay algo debajo mediante el simple examen de la pared desde la superficie exterior.
Hay dos tipos principales de detectores de clavos que utilizan técnicas distintas para la detección, respectivamente: detectores magnéticos y detectores capacitivos. El sistema más ampliamente utilizado para los clavos de metal es el magnético, siendo detectados por un sistema incorporado de detector de metales. En los listones de madera el sistema de detección es por el cambio en la constante dieléctrica.

## Tipos

Detector de clavos que utiliza un pistón magnético en movimiento para detectar clavos de acero bajo una plancha de yeso o una baldosa.

Hay un tipo de detector de clavos más ligero combinado con un detector de metales, que encuentra no sólo clavos ocultos, sino también, por ejemplo:barras de refuerzo y tubos de metal.
Hay otro tipo de detector de clavos combinado con un polímetro sin contacto (detector de tensión), por lo que puede avisar sobre instalaciones eléctricas ocultas, pero solo si hay tensión, de lo contrario, sólo se detectará como metal si es lo suficientemente gordo y/o está suficientemente cerca de la superficie para que se refleje como metal.
También hay detectores de clavos altamente avanzados que incorporan un radar, pero no son muy comunes y se utilizan solamente para tareas altamente especializadas.